# Kościół św. Michała Archanioła w Warszawie (Białołęka)
Kościół św. Michała Archanioła w Warszawie – zabytkowa barokowa świątynia z początku XVIII wieku znajdująca się w warszawskiej dzielnicy Białołęka przy ul. Głębockiej 119. 
Modrzewiowa budowla ze stromym dwuspadowym dachem krytym gontem, z niewielką wieżyczką zwieńczoną krzyżem, stoi w pobliżu zabytkowego cmentarza z XVI wieku na terenie Grodziska.

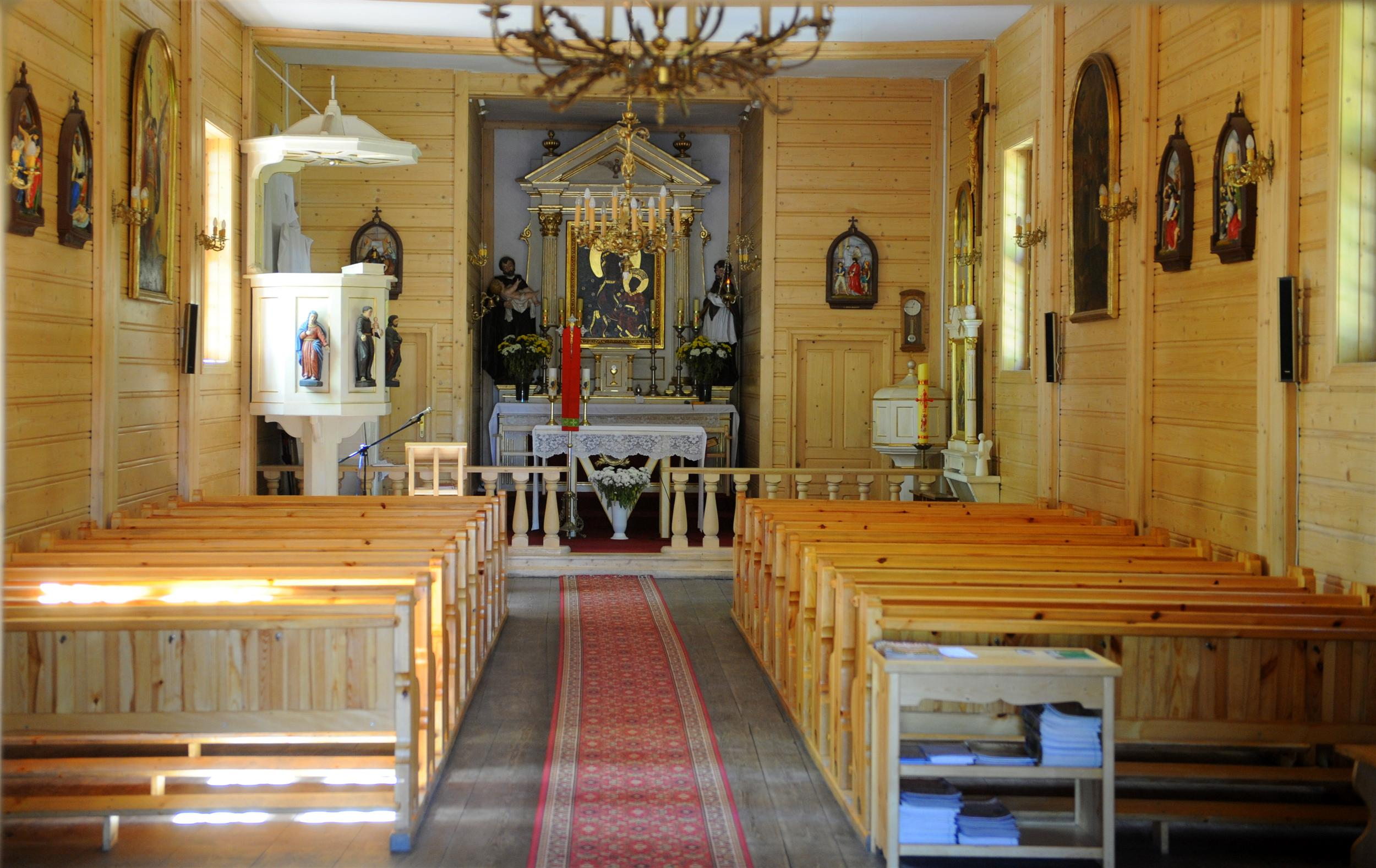
Wnętrze świątyni

## Historia
Kościół zbudowali w 1717 bernardyni na miejscu starszego, spalonego w czasie potopu szwedzkiego. Nie wiadomo ile budowli wzniesiono wcześniej w tym miejscu, ale źródła zgodnie podają, że fundatorem pierwszego kościoła pod wezwaniem św. Michała Archanioła w Grodzisku była królowa Bona posiadająca po śmierci męża rozległe dobra na Mazowszu.

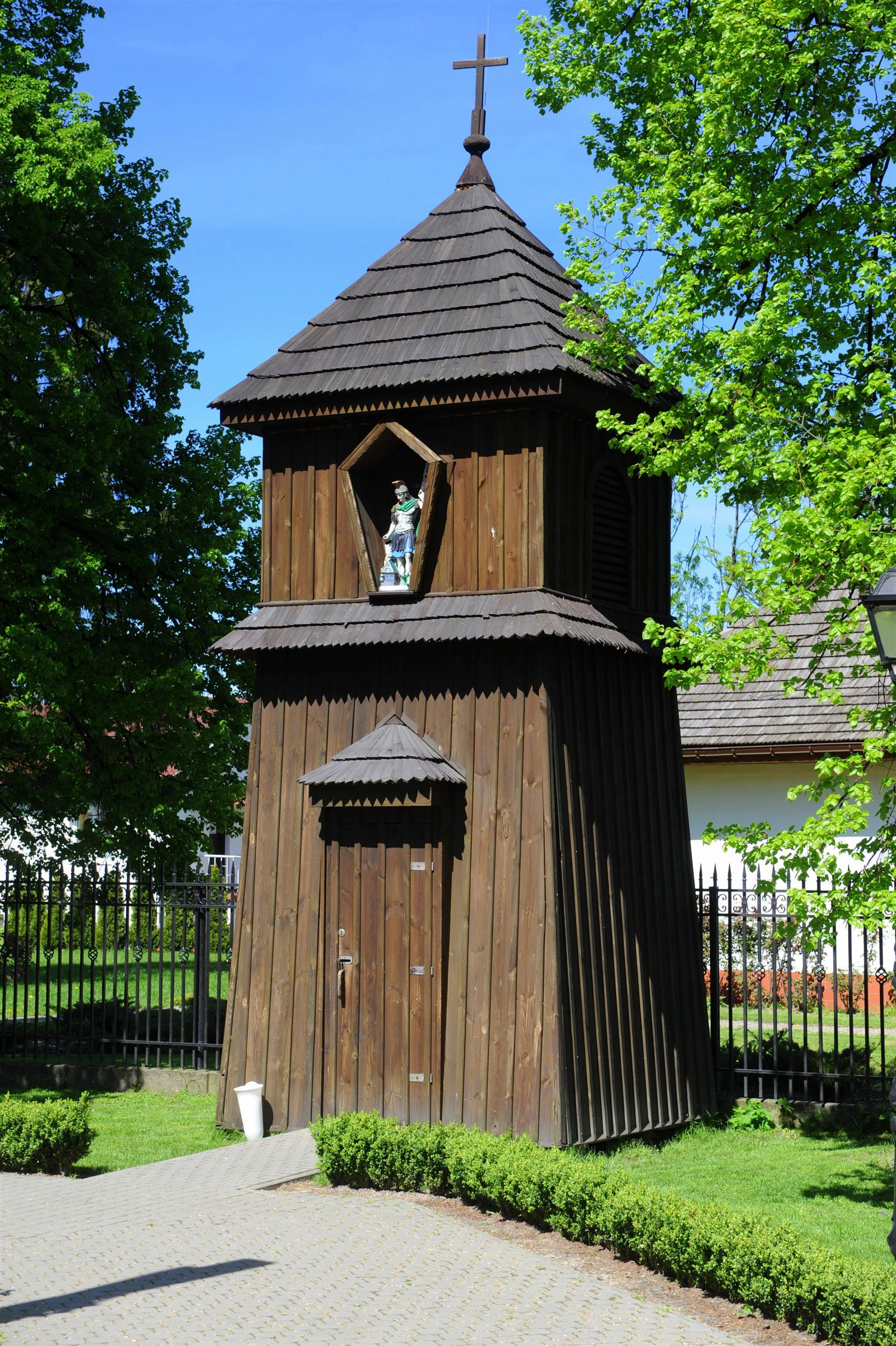
Dzwonnica

Bernardyni otrzymali ziemię w Grodzisku od króla Zygmunta III Wazy i wznieśli tam oprócz kościoła rezydencję zakonną. 
W 1734 świątynia wzbogaciła się o dwa spiżowe dzwony kościelne. 
Od 1811 wnętrze miało cztery ołtarze, z obrazem Matki Boskiej Częstochowskiej w głównym i wizerunkami św. Antoniego, św. Michała i św. Jana Nepomucena w bocznych. Główny ołtarz został przeniesiony z kościoła bernardynów na Pradze, który został rozebrany a w jego miejscu wzniesiono fortyfikacje Pragi.
W późniejszych latach w kościele odprawiano mszę tylko raz w tygodniu w niedzielę i w święta. W 1864 po zlikwidowaniu zakonu został włączony do parafii Matki Boskiej Loretańskiej na Pradze. W 1888 przeszedł gruntowny remont. 
Od 1895 do 1917 był filią parafii opiekującą się wsiami: Drewnica, Grodzisk, Marki i Siwki.
Po zniszczeniach II wojny światowej został w 1950 wyremontowany. Kościół gruntownie odnowiono w latach 2003–2004. 
Do zabytkowego wyposażenia, oprócz ołtarza z XVII wieku, należą również drewniane figury św. Feliksa, Jana Nepomucena oraz dwóch świętych bernardyńskich, obraz św. Stanisława z XVIII wieku i kielich z późniejszą, dorobioną w 1889, stopą. W kościele znajdują się również 6-głosowe organy z 1976.
W 1984 roku świątynia wraz z przykościelnym cmentarzem została wpisana do rejestru zabytków. 